# Vanessa dilecta
Vanessa dilecta é uma borboleta da família Nymphalidae. A localidade tipo é Timor Ocidental. É irmã de Vanessa buana e às vezes é confundida com essa espécie.